# Houesville
Houesville és un municipi francès situat al departament de la Manche i a la regió de Normandia. L'any 2007 tenia 265 habitants.

## Demografia

### Població
El 2007 la població de fet de Houesville era de 265 persones. Hi havia 103 famílies de les quals 25 eren unipersonals (14 homes vivint sols i 11 dones vivint soles), 25 parelles sense fills, 46 parelles amb fills i 7 famílies monoparentals amb fills.
La població ha evolucionat segons el següent gràfic:
Habitants censats

### Habitatges
El 2007 hi havia 132 habitatges, 106 eren l'habitatge principal de la família, 18 eren segones residències i 7 estaven desocupats. 129 eren cases i 1 era un apartament. Dels 106 habitatges principals, 69 estaven ocupats pels seus propietaris, 36 estaven llogats i ocupats pels llogaters i 1 estava cedit a títol gratuït; 3 tenien una cambra, 8 en tenien dues, 23 en tenien tres, 29 en tenien quatre i 44 en tenien cinc o més. 81 habitatges disposaven pel capbaix d'una plaça de pàrquing. A 43 habitatges hi havia un automòbil i a 53 n'hi havia dos o més.

## Economia
El 2007 la població en edat de treballar era de 164 persones, 127 eren actives i 37 eren inactives. De les 127 persones actives 119 estaven ocupades (66 homes i 53 dones) i 8 estaven aturades (2 homes i 6 dones). De les 37 persones inactives 18 estaven jubilades, 6 estaven estudiant i 13 estaven classificades com a «altres inactius».

### Ingressos
El 2009 a Houesville hi havia 114 unitats fiscals que integraven 282 persones, la mediana anual d'ingressos fiscals per persona era de 16.175 €.

### Activitats econòmiques
Dels 7 establiments que hi havia el 2007, 2 eren d'empreses de construcció, 3 d'empreses de comerç i reparació d'automòbils, 1 d'una empresa de transport i 1 d'una empresa de serveis.
Dels 2 establiments de servei als particulars que hi havia el 2009, 1 era un guixaire pintor i 1 fusteria.
L'any 2000 a Houesville hi havia 9 explotacions agrícoles.

## Poblacions més properes
El següent diagrama mostra les poblacions més properes.